# Diocesi di Avila

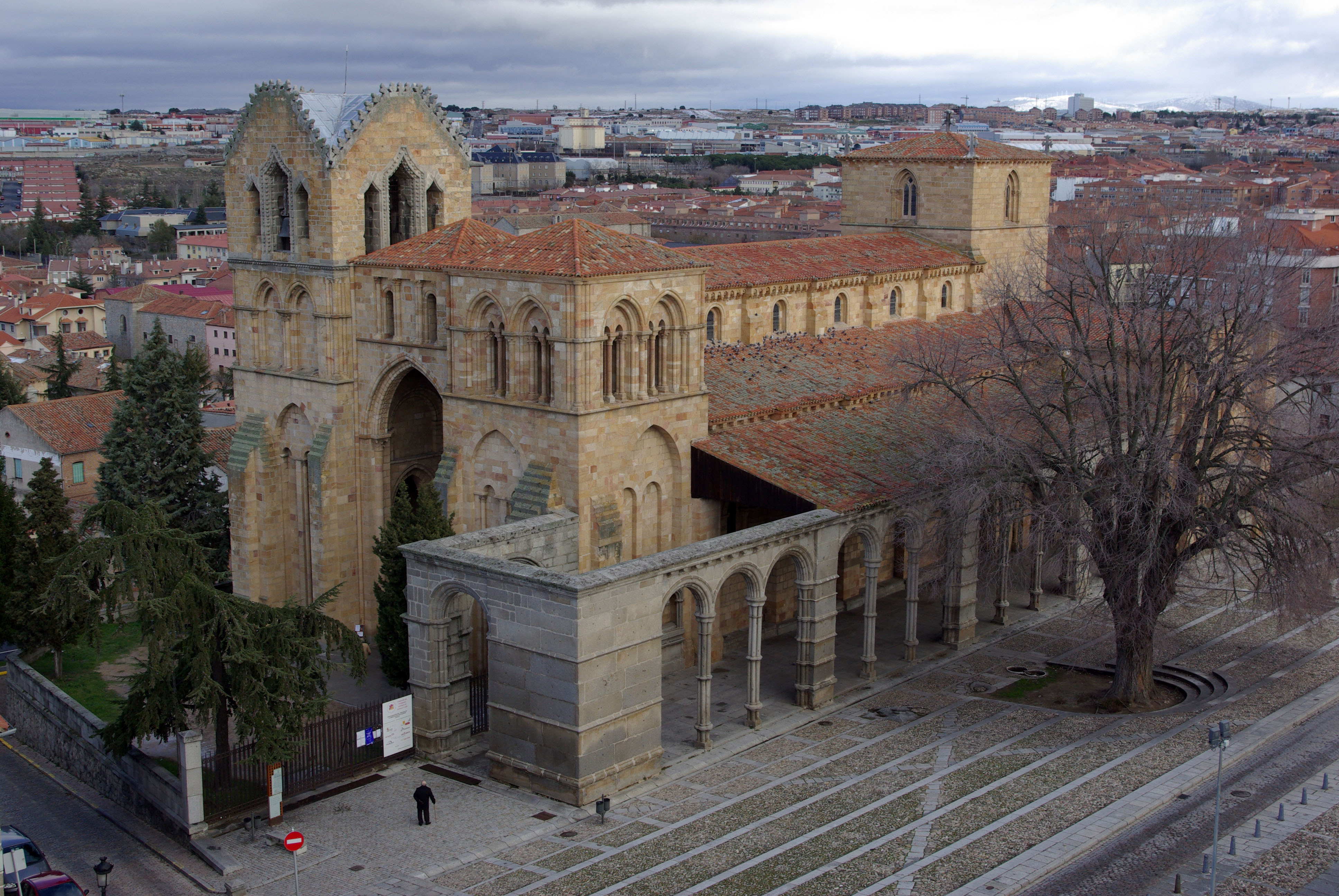
La basilica di San Vincenzo ad Avila.

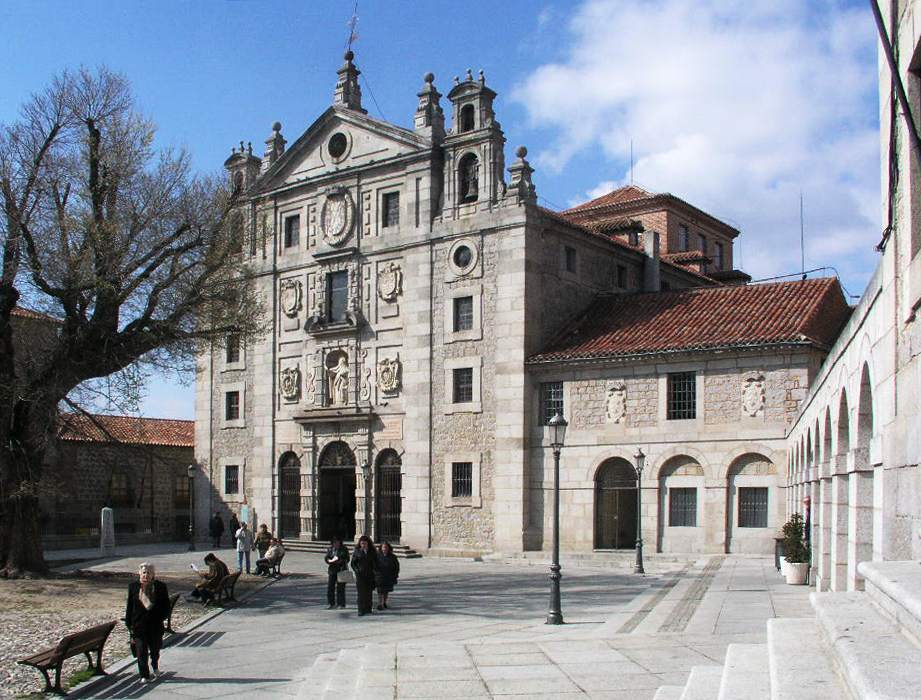
Il convento di Santa Teresa ad Avila.

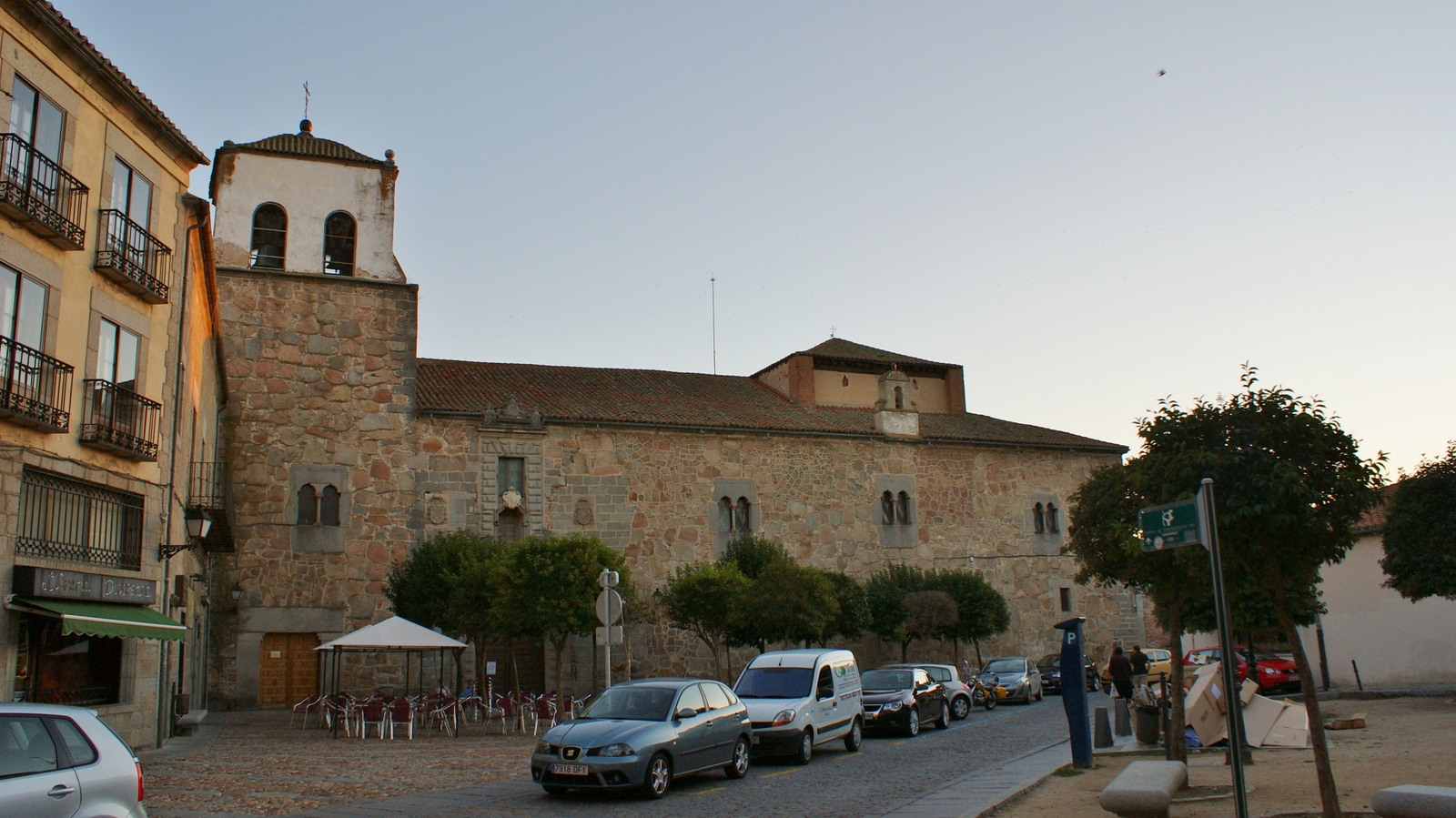
Il palazzo vescovile di Avila.

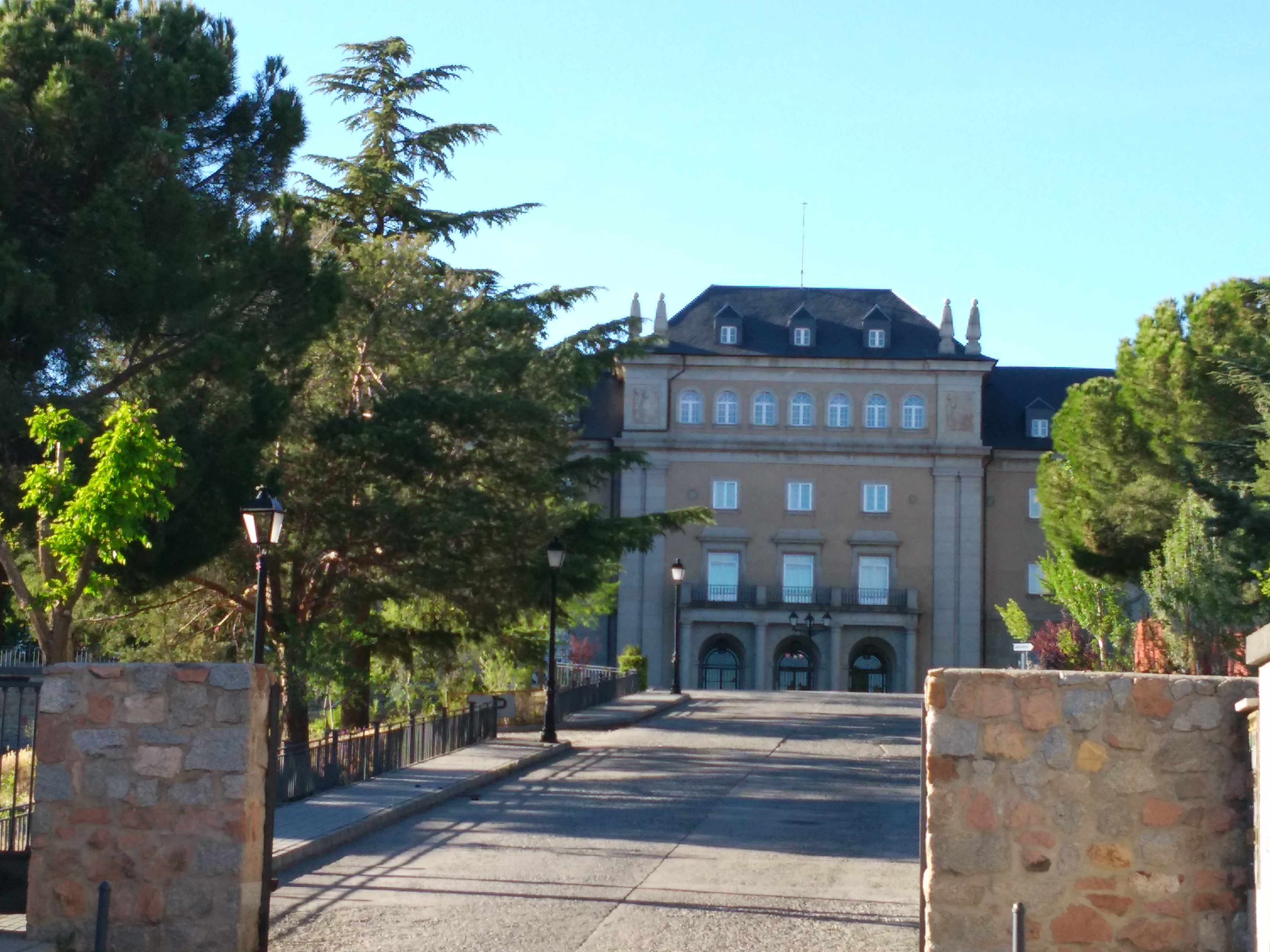
Il seminario diocesano.

La diocesi di Avila (in latino Dioecesis Abulensis) è una sede della Chiesa cattolica in Spagna suffraganea dell'arcidiocesi di Valladolid. Nel 2023 contava 150.100 battezzati su 159.317 abitanti. È retta dal vescovo Jesús Rico García, S.O.D.

## Territorio
La diocesi comprende la provincia di Avila.
Sede vescovile è la città di Avila, dove si trova la cattedrale del Salvatore.
Il territorio si estende su 8.048 km² ed è suddiviso in 265 parrocchie, raggruppate in 6 arcipresbiterati: Alberche, città di Avila, Avila rural, Barco-Piedrahita, Moraña, Tiétar.

## Storia
Una tradizione, non anteriore al XVI secolo, lega l'evangelizzazione del territorio di Avila a san Secondo, uno dei sette viri apostolici inviati da san Pietro ad annunciare il vangelo nella Hispania romana. Questa tradizione è puramente leggendaria ed il culto a San Secondo è attestato ad Avila solo a partire dal 1564. Altrettanto dubbia è la passio dei santi Vincenzo, Sabina e Cristeta, che avrebbero subito il martirio ad Avila durante la persecuzione ordinata dall'imperatore Diocleziano.
La diocesi fu eretta probabilmente nell'ultimo quarto del IV secolo, quando si trova traccia del vescovo eretico Priscilliano, giustiziato a Treviri nel 385. Tuttavia non si conoscono più nomi di vescovi per i due secoli successivi e nessun vescovo di Avila fu presente ai primi concili visigotici. Il primo vescovo noto è Giustiniano, che prese parte al concilio di Toledo del 610. Anticamente la sede di Avila era suffraganea dell'arcidiocesi di Augusta Emerita, sede metropolitana della provincia romana della Lusitania. Con l'inizio dell'VIII secolo, la regione subì l'invasione e l'occupazione araba: fino alla Reconquista si perdono le tracce della presenza cristiana ad Avila.
Sul finire dell'XI secolo, la città ed il suo territorio furono riconquistati dai cristiani e colonizzati da popolazioni cristiane provenienti da nord. Nel 1100 la diocesi è affidata, con quelle di Zamora e di Salamanca, al vescovo di Valencia, perché ne curi la riorganizzazione ecclesiastica. La diocesi fu ben presto ricostituita ed il primo vescovo noto è Jerónimo, presente sulla sede di Avila nel 1103. Con la sua restaurazione, la diocesi entrò a far parte della provincia ecclesiastica dell'arcidiocesi di Santiago di Compostela.
Nel XII secolo fu terminata la costruzione del modesto edificio della primitiva cattedrale; successivamente vennero costruite alcune grandi chiese romaniche e i primi monasteri. Nello stesso periodo viene delimitato il confine diocesano, stabiliti da papa Innocenzo II nel 1138.
Dal XII al XVI secolo, la città e la diocesi vissero l'epoca di massimo splendore, testimoniato dai numerosi monumenti sia civili che religiosi che arricchiscono ancora oggi la città. L'inquisizione spagnola fu molto attiva ad Avila e diversi furono gli autodafé e le condanne al rogo eseguite, soprattutto nel XV secolo. Avila è nota poi per la presenza di santa Teresa, riformatrice, assieme a san Giovanni della Croce, dell'Ordine Carmelitano nel XVI secolo. Nel 1568, durante l'episcopato di Álvaro Hurtado de Mendoza, fu istituito il seminario diocesano.
Una grave crisi colpì la diocesi nella prima metà del XIX secolo. Dopo aver subito i danni delle guerre napoleoniche, fu privata della presenza di tutti gli ordini religiosi maschili, i cui beni furono espropriati dallo stato e si vide spogliata di gran parte del suo patrimonio economico, artistico e culturale.
In seguito al concordato fra Santa Sede e governo spagnolo del 1851, confermato dalla bolla Ad vicariam di papa Pio IX del 5 settembre 1851, la diocesi è entrata a far parte della provincia ecclesiastica dell'arcidiocesi di Valladolid.
Durante la guerra civile del 1936 furono distrutti edifici e archivi religiosi e morirono di morte violenta trenta sacerdoti diocesani: per cinque di questi è in corso il processo di canonizzazione. Negli anni successivi la ricostruzione della diocesi fu abbastanza rapida.
Tra il 1954 ed il 1955, facendo seguito al concordato del 1953 che stabiliva di far coincidere i limiti delle diocesi con quelli delle province civili, il territorio di Avila ha subito delle modifiche: la diocesi ha ceduto 23 parrocchie all'arcidiocesi di Valladolid, 31 a quella di Toledo e 9 alla diocesi di Segovia; e ha acquisito due parrocchie dalla diocesi di Segovia e una dall'arcidiocesi di Toledo.

## Cronotassi dei vescovi
Si omettono i periodi di sede vacante non superiori ai 2 anni o non storicamente accertati.
- Priscilliano † (380 - 385 deceduto)
- Giustiniano † (menzionato nel 610)
- Teodoigio † (menzionato nel 633)
- Eustochio † (menzionato nel 646)
- Amanungo † (prima del 653 - dopo il 656)
- Asfalio † (prima del 666 - dopo il 681)
- Onegisi † (menzionato nel 682)
- Giovanni I † (prima del 688 - dopo il 693)
  - Sede soppressa
- Girolamo † (menzionato nel 1103)
- Sancho I † (1121 - circa 1133 deceduto)
- Íñigo † (25 luglio 1133 consacrato - dopo il 13 luglio 1158)
- Diego I † (menzionato nel 1159)
- Sancho II † (prima di marzo 1161 - dopo il 1º maggio 1181)
- Domingo I † (menzionato nel 1182)
- Diego II ? † (menzionato nel 1187)
- Domingo II † (prima del 21 dicembre 1188 - dopo il 14 ottobre 1190)
- Juan II † (prima del 20 febbraio 1193 - 1195 deceduto)
- Jacobus o Yagüe † (1196 - 1203 deceduto)
- Pedro Instancio † (prima del 19 maggio 1205 - 1213 deceduto)
- Domingo Blasco (Dentudo) † (prima del 12 dicembre 1215 - dopo il 20 giugno 1239)[2]
- Esteban † (15 luglio 1241 - ?)
- Benito † (19 febbraio 1250 - dopo l'11 marzo 1260)
- Domingo Suárez, O.F.M. † (30 luglio 1263 - 1271 deceduto)
  - Domingo Martínez † (1273) (vescovo eletto)
  - Ademaro, O.P. † (1279 - 19 marzo 1290 nominato vescovo di Huesca) (vescovo eletto)
- Fernando Rodríguez † (19 marzo 1290 - 15 agosto 1292 deceduto)
- Pedro González de Luján[3] † (1293 - aprile 1312 deceduto)
- Sancho Blázquez Dávila † (circa 1312 - 1353 deceduto)
- Gonzalo de la Torre † (23 dicembre 1355 - 1359 deceduto)
- Alfonso de Vargas † (4 agosto 1361 - 1371 deceduto)
- Alfonso II † (21 febbraio 1371 - 11 novembre 1372 nominato vescovo di Cordova)
- Alfonso III † (3 novembre 1372 - circa 1378 deceduto)
- Diego de los Roeles † (1378 - 1394 deceduto)
- Alfonso de Egea † (17 marzo 1395 - 30 luglio 1403 nominato arcivescovo di Siviglia)
- Juan Ramírez de Guzmán † (30 luglio 1403 - 6 ottobre 1424 deceduto)
- Diego Gómez de Fuensalida † (22 dicembre 1424 - 1436 deceduto)
  - Juan de Cervantes † (giugno 1437 - 19 luglio 1441 nominato amministratore apostolico di Segovia) (amministratore apostolico)
- Lope de Barrientos, O.P. † (19 luglio 1441 - 7 aprile 1445 nominato vescovo di Cuenca)
- Alfonso Tostado de Madrigal † (7 aprile 1445 - 3 settembre 1455 deceduto)
- Martín Fernández de Vilches † (30 gennaio 1456 - 1469 deceduto)
- Alfonso de Fonseca † (29 gennaio 1469 - 26 agosto 1485 nominato vescovo di Cuenca)
- Hernando de Talavera, O.S.H. † (26 agosto 1485 - 23 gennaio 1493 nominato arcivescovo di Granada)
- Francisco Sánchez de la Fuente † (23 gennaio 1493 - 27 gennaio 1496 nominato vescovo di Cordova)
- Alfonso Carrillo de Albornoz † (27 giugno 1496 - 14 giugno 1514 deceduto)
- Francisco Ruiz, O.F.M. † (14 luglio 1514 - 23 ottobre 1528 deceduto)
- Rodrigo Sánchez Mercado † (12 gennaio 1530 - 25 gennaio 1548 deceduto)
- Diego Álava Esquivel † (7 maggio 1548 - 21 ottobre 1558 nominato vescovo di Cordova)
- Diego de los Cobos Molina † (2 agosto 1559 - 4 settembre 1560 nominato vescovo di Jaén)
- Álvaro Hurtado de Mendoza y Sarmiento † (4 settembre 1560 - 11 settembre 1577 nominato vescovo di Palencia)
- Sancho Busto de Villegas † (5 novembre 1578 - 19 gennaio 1581 deceduto)
- Pedro Fernández Temiño † (11 settembre 1581 - 29 agosto 1590 deceduto)
- Jerónimo Manrique de Lara † (5 aprile 1591 - 1º settembre 1595 deceduto)
- Juan Velázquez de las Cuevas, O.P. † (29 aprile 1596 - 11 marzo 1598 deceduto)
- Lorenzo Asensio Otaduy Avendaño † (1º febbraio 1599 - 4 dicembre 1611 deceduto)
- Juan Alvarez de Caldas † (14 maggio 1612 - 19 settembre 1615 deceduto)
- Francisco González Zárate (de Gamarra) † (30 maggio 1616 - 13 dicembre 1626 deceduto)
  - Alfonso López Gallo † (5 luglio 1627) (vescovo eletto)[4]
- Francisco Márquez Gaceta † (29 novembre 1627 - 8 novembre 1631 deceduto)
- Pedro Cifuentes Loarte † (7 giugno 1632 - 19 maggio 1636 deceduto)
  - Antonio Pérez, O.S.B. † (1637) (vescovo eletto)
- Diego Arce Reinoso † (22 marzo 1638 - 8 ottobre 1640 nominato vescovo di Plasencia)
- Juan Vélez de Valdivielso † (25 febbraio 1641 - 21 agosto 1645 nominato vescovo di Cartagena)
- José Argáiz Pérez † (4 dicembre 1645 - 27 luglio 1654 nominato arcivescovo di Granada)
- Bernardo Atayde de Lima Perera † (5 ottobre 1654 - 17 febbraio 1656 deceduto)
- Martín de Bonilla † (16 ottobre 1656 - 21 ottobre 1662 deceduto)
- Francisco de Rojas Borja † (23 aprile 1663 - 29 maggio 1673 nominato vescovo di Cartagena)
- Juan Asensio Barrios, O. de M. † (26 giugno 1673 - 20 aprile 1682 nominato vescovo di Jaén)
- Diego Ventura Fernández de Angulo † (11 gennaio 1683 - 17 marzo 1700 deceduto)
- Gregorio Solórzano Castillo † (10 maggio 1700 - 17 luglio 1703 deceduto)
- Baltasar de la Peña Avilés † (17 dicembre 1703 - 7 febbraio 1705 deceduto)
  - Sede vacante (1705-1714)
  - Froilán Díaz, O.P. † (? - 1709 deceduto) (vescovo eletto)
  - Francisco Solís Hervás, O. de M. † (13 febbraio 1709 - 17 gennaio 1714) (vescovo eletto)
- Julián Cano y Tovar, O.Carm. † (17 gennaio 1714 - 20 aprile 1719 deceduto)
- José del Yermo Santibáñez † (20 marzo 1720 - 8 marzo 1728 nominato arcivescovo di Santiago di Compostela)
- Pedro Ayala, O.P. † (8 marzo 1728 - 22 giugno 1738 dimesso)
- Narciso Queralt † (23 giugno 1738 - 12 gennaio 1743 deceduto)
- Pedro González García † (20 maggio 1743 - 7 aprile 1758 deceduto)
- Romualdo Velarde Cienfuegos † (2 ottobre 1758 - 11 maggio 1766 deceduto)
- Miguel Fernando Merino † (1º dicembre 1766 - 10 luglio 1781 deceduto)
- Antonio Sentmanat y Castellá † (17 febbraio 1783 - 22 giugno 1784 dimesso[5])
- Julián Gascueña Herráiz, O.F.M. † (20 settembre 1784 - 23 novembre 1796 deceduto)
- Francisco Javier Cabrera Velasco † (24 luglio 1797 - 22 gennaio 1799 deceduto)
- Rafael Múzquiz Aldunate † (15 aprile 1799 - 20 luglio 1801 nominato arcivescovo di Santiago di Compostela)
- Manuel Gómez Salazar † (29 marzo 1802 - 3 novembre 1815 deceduto)
  - Sede vacante (1815-1818)
- Rodrigo Antonio de Orellana, O.Praem. † (21 dicembre 1818 - 29 luglio 1822 deceduto)
  - José Antonio García Texero † (1823) (vescovo eletto)
- Ramón María Adurriaga Uribe † (24 maggio 1824 - 2 febbraio 1841 deceduto)
  - Sede vacante (1841-1847)
- Manuel López Santisteban † (17 dicembre 1847 - 30 aprile 1852 dimesso)
- Gregorio Sánchez Rubio, O.S.H. † (27 settembre 1852 - 17 febbraio 1854 deceduto)
- Juan Alfonso Albuquerque Berión † (23 giugno 1854 - 25 settembre 1857 nominato vescovo di Cordova)
- Fernando Blanco y Lorenzo, O.P. † (21 dicembre 1857 - 17 settembre 1875 nominato arcivescovo di Valladolid)
- Pedro José Sánchez Carrascosa y Carrión, C.O. † (23 settembre 1875 - gennaio 1882 dimesso[6])
- Beato Ciriaco María Sancha y Hervás † (27 marzo 1882 - 10 giugno 1886 nominato vescovo di Madrid e Alcalá de Henares)
- Ramón Fernández Piérola y López de Luzuriaca † (17 marzo 1887 - 30 dicembre 1889 nominato vescovo di Vitoria)
- Juan Muñoz y Herrera † (26 giugno 1890 - 2 dicembre 1895 nominato vescovo di Malaga)
- José María Blanco Barón † (2 dicembre 1895 - 4 aprile 1897 deceduto)
- Joaquín Beltrán y Asensio † (24 marzo 1898 - 3 novembre 1917 deceduto)
- Enrique Pla y Deniel † (4 dicembre 1918 - 28 gennaio 1935 nominato arcivescovo di Salamanca)
- Santos Moro Briz † (21 giugno 1935 - 19 ottobre 1968 ritirato[7])
- Maximino Romero de Lema † (19 ottobre 1968 - 21 marzo 1973 nominato segretario della Congregazione per il clero[8])
- Felipe Fernández García † (22 ottobre 1976 - 12 giugno 1991 nominato vescovo di San Cristóbal de La Laguna o Tenerife)
- Antonio Cañizares Llovera (6 marzo 1992 - 10 dicembre 1996 nominato arcivescovo di Granada)
- Adolfo González Montes (26 maggio 1997 - 15 aprile 2002 nominato vescovo di Almería)
- Jesús García Burillo (9 gennaio 2003 - 6 novembre 2018 ritirato)
- José María Gil Tamayo (6 novembre 2018 - 16 luglio 2022 nominato arcivescovo coadiutore di Granada)
- Jesús Rico García, S.O.D., dal 29 maggio 2023

## Statistiche
La diocesi nel 2023 su una popolazione di 159.317 persone contava 150.100 battezzati, corrispondenti al 94,2% del totale.
| anno | popolazione | popolazione | popolazione | presbiteri | presbiteri | presbiteri | presbiteri                | diaconi | religiosi | religiosi | parrocchie |
| anno | battezzati  | totale      | %           | numero     | secolari   | regolari   | battezzati per presbitero | diaconi | uomini    | donne     | parrocchie |
| ---- | ----------- | ----------- | ----------- | ---------- | ---------- | ---------- | ------------------------- | ------- | --------- | --------- | ---------- |
| 1950 | 296.347     | 296.347     | 100,0       | 345        | 291        | 54         | 858                       |         | 130       | 553       | 393        |
| 1959 | 268.790     | 268.790     | 100,0       | 330        | 294        | 36         | 814                       |         | 120       | 515       | 253        |
| 1970 | 217.956     | 218.147     | 99,9        | 308        | 252        | 56         | 707                       |         | 101       | 692       | 256        |
| 1980 | 193.000     | 194.913     | 99,0        | 290        | 230        | 60         | 665                       | 1       | 96        | 603       | 258        |
| 1990 | 178.110     | 183.600     | 97,0        | 272        | 217        | 55         | 654                       |         | 89        | 590       | 260        |
| 1999 | 166.550     | 170.550     | 97,7        | 258        | 200        | 58         | 645                       |         | 80        | 557       | 261        |
| 2000 | 163.178     | 167.132     | 97,6        | 255        | 197        | 58         | 639                       |         | 80        | 521       | 261        |
| 2001 | 162.020     | 166.259     | 97,5        | 241        | 182        | 59         | 672                       |         | 78        | 544       | 259        |
| 2002 | 160.008     | 163.885     | 97,6        | 264        | 187        | 77         | 606                       |         | 152       | 524       | 254        |
| 2003 | 162.014     | 165.138     | 98,1        | 254        | 182        | 72         | 637                       |         | 146       | 518       | 254        |
| 2004 | 163.466     | 165.480     | 98,8        | 253        | 184        | 69         | 646                       | 2       | 147       | 519       | 254        |
| 2006 | 165.539     | 167.032     | 99,1        | 230        | 181        | 49         | 719                       | 2       | 125       | 494       | 254        |
| 2012 | 170.110     | 172.804     | 98,4        | 230        | 166        | 64         | 739                       | 3       | 134       | 470       | 254        |
| 2015 | 155.800     | 166.318     | 93,7        | 196        | 145        | 51         | 794                       | 2       | 122       | 451       | 259        |
| 2018 | 151.500     | 160.700     | 94,3        | 178        | 128        | 50         | 851                       | 1       | 123       | 468       | 265        |
| 2020 | 148.600     | 157.640     | 94,3        | 167        | 124        | 43         | 889                       | 1       | 113       | 418       | 265        |
| 2022 | 149.354     | 158.421     | 94,3        | 170        | 125        | 45         | 878                       | 1       | 117       | 453       | 265        |
| 2023 | 150.100     | 159.317     | 94,2        | 170        | 123        | 47         | 882                       | 1       | 114       | 449       | 265        |